# Phrudocentra giacomelli
Phrudocentra giacomelli är en fjärilsart som beskrevs av Paul Dognin 1923. Phrudocentra giacomelli ingår i släktet Phrudocentra och familjen mätare. Inga underarter finns listade i Catalogue of Life.